# Asplenium holstii
Asplenium holstii är en svartbräkenväxtart som beskrevs av Georg Hans Emmo Wolfgang Hieronymus. Asplenium holstii ingår i släktet Asplenium och familjen Aspleniaceae. Inga underarter finns listade.